# Blumea tenuifolia
Blumea tenuifolia là một loài thực vật có hoa trong họ Cúc. Loài này được C.Y.Wu ex C.Y.Wu mô tả khoa học đầu tiên năm 1979.